# Fontaine-lès-Boulans
Fontaine-lès-Boulans ist eine französische Gemeinde mit 103 Einwohnern (Stand 1. Januar 2022) im Département Pas-de-Calais in der Region Hauts-de-France. Sie gehört zum Arrondissement Arras, zum Kanton Saint-Pol-sur-Ternoise und zum Kommunalverband Ternois.

## Lage
Die Gemeinde Fontaine-lès-Boulans liegt im Artois, auf halbem Weg zwischen den Städten Montreuil-sur-Mer und Béthune. Nachbargemeinden von Fontaine-lès-Boulans sind Febvin-Palfart im Norden, Fiefs im Osten, Heuchin im Süden sowie Prédefin im Westen.

## Bevölkerungsentwicklung
| Jahr                       | 1962 | 1968 | 1975 | 1982 | 1990 | 1999 | 2006 | 2013 | 2022 |
| -------------------------- | ---- | ---- | ---- | ---- | ---- | ---- | ---- | ---- | ---- |
| Einwohner                  | 147  | 126  | 114  | 89   | 87   | 90   | 88   | 93   | 103  |
| Quellen: Cassini und INSEE |      |      |      |      |      |      |      |      |      |

## Sehenswürdigkeiten

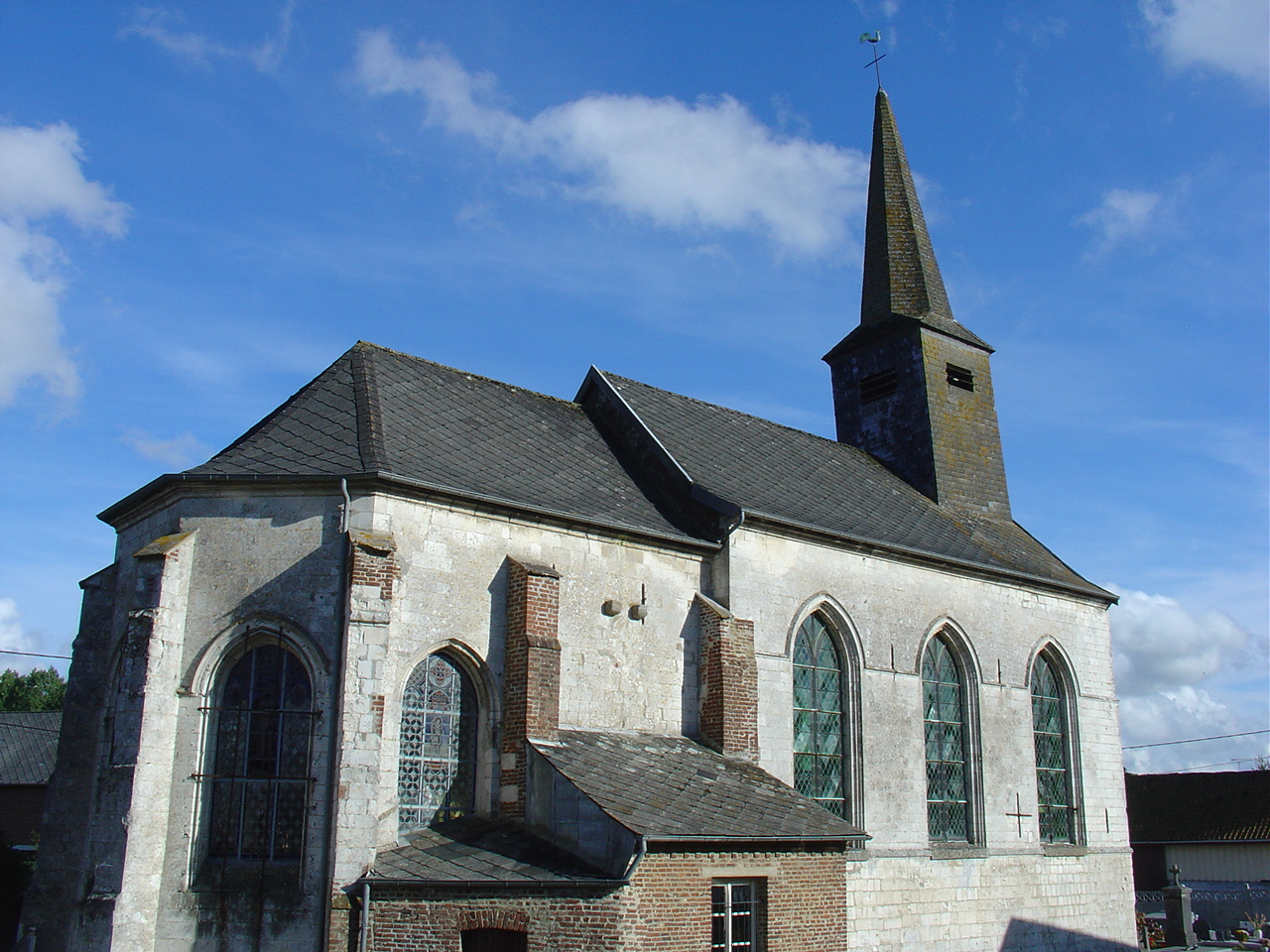
Kirche Sainte-Berthe
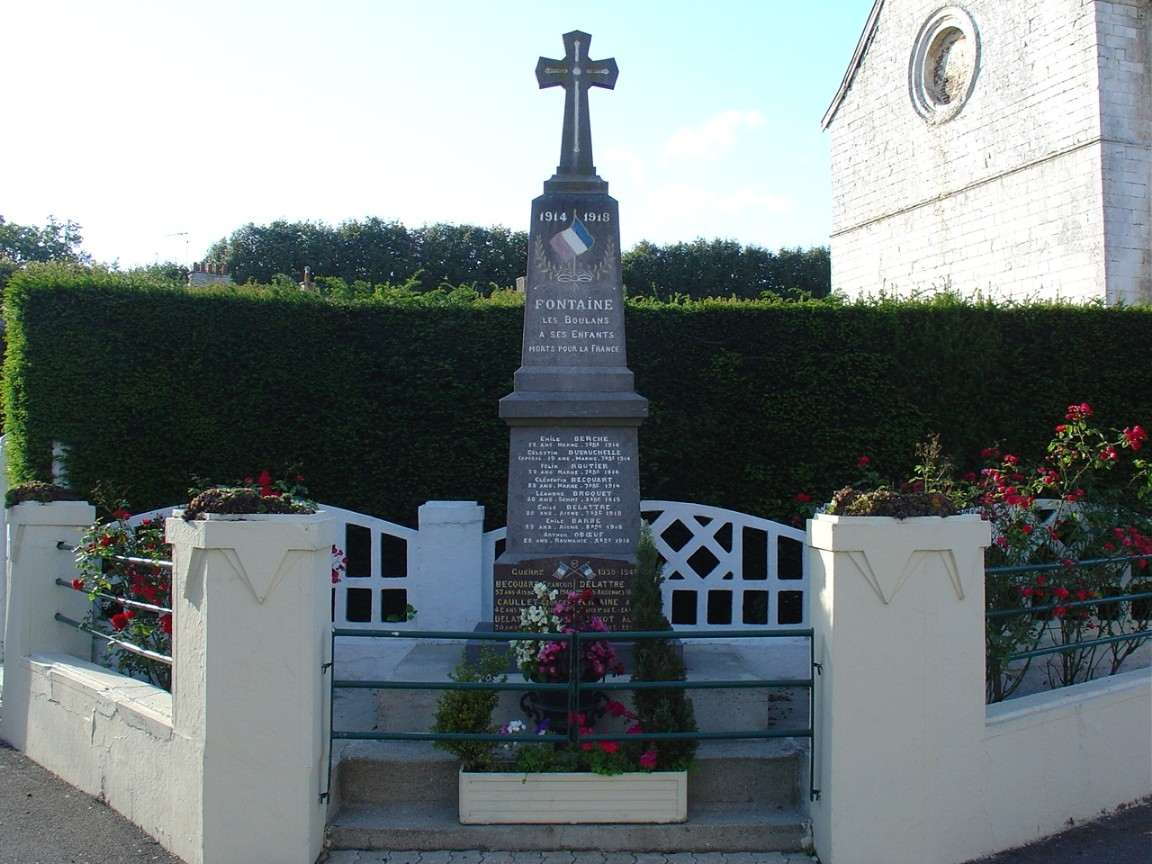
Schloss

- Kirche Sainte-Berthe
- Gefallenendenkmal